# German Bowl XXXV
Der German Bowl XXXV war die 35. Ausgabe des German-Bowl-Endspiels der höchsten deutschen Footballliga, der German Football League (GFL) und der Abschluss der Saison 2013. Er fand am 12. Oktober 2013 im Berliner Friedrich-Ludwig-Jahn-Sportpark statt. Der Kartenvorverkauf startete bereits am 10. Dezember 2012, um möglichst viele Zuschauer im Vorlauf zu erreichen. Gegenüber standen sich die New Yorker Lions aus Braunschweig und die Dresden Monarchs.

## Der Weg zum German Bowl XXXV
| Viertelfinale | Viertelfinale          | Viertelfinale          |    |                          | Halbfinale | Halbfinale | Halbfinale |  |  | German Bowl XXXV | German Bowl XXXV | German Bowl XXXV |
|               |                        |                        |    |                          |            |            |            |  |  |                  |                  |                  |
| 1N            | New Yorker Lions       | 28                     |    |                          |            |            |            |  |  |                  |                  |                  |
| 4S            | Rhein-Neckar Bandits   | 21                     |    |                          |            |            |            |  |  |                  |                  |                  |
| 4S            | Rhein-Neckar Bandits   | 21                     | 1N | New Yorker Lions         | 34         |            |            |  |  |                  |                  |                  |
|               |                        |                        | 1N | New Yorker Lions         | 34         |            |            |  |  |                  |                  |                  |
|               | 3N                     | Kiel Baltic Hurricanes | 29 |                          |            |            |            |  |  |                  |                  |                  |
| 2S            | 3N                     | Kiel Baltic Hurricanes | 29 | Marburg Mercenaries      | 9          |            |            |  |  |                  |                  |                  |
| 2S            |                        |                        |    | Marburg Mercenaries      | 9          |            |            |  |  |                  |                  |                  |
| 3N            | Kiel Baltic Hurricanes | 47                     |    |                          |            |            |            |  |  |                  |                  |                  |
| 3N            | Kiel Baltic Hurricanes | 47                     | 1N | New Yorker Lions         | 35         |            |            |  |  |                  |                  |                  |
|               |                        |                        |    | New Yorker Lions         | 35         |            |            |  |  |                  |                  |                  |
|               | 2N                     | Dresden Monarchs       | 34 |                          |            |            |            |  |  |                  |                  |                  |
| 1S            | 2N                     | Dresden Monarchs       | 34 | Schwäbisch Hall Unicorns | 13         |            |            |  |  |                  |                  |                  |
| 1S            |                        |                        |    | Schwäbisch Hall Unicorns | 13         |            |            |  |  |                  |                  |                  |
| 4N            | Berlin Adler           | 42                     |    |                          |            |            |            |  |  |                  |                  |                  |
| 4N            | Berlin Adler           | 42                     | 2N | Dresden Monarchs         | 32         |            |            |  |  |                  |                  |                  |
|               |                        |                        | 2N | Dresden Monarchs         | 32         |            |            |  |  |                  |                  |                  |
|               | 4N                     | Berlin Adler           | 21 |                          |            |            |            |  |  |                  |                  |                  |
| 2N            | 4N                     | Berlin Adler           | 21 | Dresden Monarchs         | 59         |            |            |  |  |                  |                  |                  |
| 2N            |                        |                        |    | Dresden Monarchs         | 59         |            |            |  |  |                  |                  |                  |
| 3S            | Munich Cowboys         | 14                     |    |                          |            |            |            |  |  |                  |                  |                  |

## Spielverlauf
Nachdem in der ersten Hälfte beide Teams zwar offensiv stark aufspielten, aber defensiv einige Nachlässigkeiten zuließen, endete das 2. Viertel beim Spielstand von 21:19 für Braunschweig. Dabei führte jeder Drive zum Punktgewinn. Braunschweig konnte 3 Touchdowns erzielen (je 6 Punkte) und verwandelte die 3 Extrapunkte (je 1 Punkt). Auf Dresdener Seite konnten 2 Touchdowns aber nur einmal die Extrapunkte erzielt werden und zusätzlich 2 Field Goals (je 3 Punkte).
Im dritten Viertel funktionierte die Defense bei beiden Teams deutlich besser. So konnten nur die Dresden Monarchs wenige Sekunden vor Ende des Viertels einen Touchdown samt Extrapunkt erreichen. Somit gingen die Monarchs mit einer 5-Punkte-Führung in die Viertelpause.
Das abschließende 4. Viertel war wieder von der Offense beider Mannschaften geprägt. Die Lions erzielten in diesem Viertel insgesamt 2 Touchdowns mit den jeweiligen Extrapunkten. Die Monarchs erreichten 1 Touchdown, wobei diese, durch eine sogenannte Two-Point Conversion, zwei Extrapunkte erreichten.
Besonders dramatisch sollten die letzten Sekunden werden, als der Dresdner Runningback Trevar Deed auf dem Weg zur Endzone nach einem Tackle durch Christian Petersen den Ball und somit das Spiel für Dresden verlor.

## Scoreboard
| New York Lions | Dresden Monarchs | Team             | Spielzug                        | Spielzug                        | Spielzug                        | Spielzug                        |
| -------------- | ---------------- | ---------------- | ------------------------------- | ------------------------------- | ------------------------------- | ------------------------------- |
| 1. Quarter     |                  |                  |                                 |                                 |                                 |                                 |
| 0              | 6                | Dresden Monarchs | 10 Yard TD-Lauf (PAT nicht gut) | 10 Yard TD-Lauf (PAT nicht gut) | 10 Yard TD-Lauf (PAT nicht gut) | 10 Yard TD-Lauf (PAT nicht gut) |
| 7              | 6                | New York Lions   | 2 Yard TD-Lauf (PAT gut)        | 2 Yard TD-Lauf (PAT gut)        | 2 Yard TD-Lauf (PAT gut)        | 2 Yard TD-Lauf (PAT gut)        |
| 2. Quarter     |                  |                  |                                 |                                 |                                 |                                 |
| 7              | 9                | Dresden Monarchs | 23 Yard Field Goal              | 23 Yard Field Goal              | 23 Yard Field Goal              | 23 Yard Field Goal              |
| 14             | 9                | New York Lions   | 9 Yard TD-Pass (PAT gut)        | 9 Yard TD-Pass (PAT gut)        | 9 Yard TD-Pass (PAT gut)        | 9 Yard TD-Pass (PAT gut)        |
| 14             | 16               | Dresden Monarchs | 10 Yard TD-Lauf (PAT gut)       | 10 Yard TD-Lauf (PAT gut)       | 10 Yard TD-Lauf (PAT gut)       | 10 Yard TD-Lauf (PAT gut)       |
| 21             | 16               | New York Lions   | 4 Yard TD-Pass (PAT gut)        | 4 Yard TD-Pass (PAT gut)        | 4 Yard TD-Pass (PAT gut)        | 4 Yard TD-Pass (PAT gut)        |
| 21             | 19               | Dresden Monarchs | 38 Yard Field Goal              | 38 Yard Field Goal              | 38 Yard Field Goal              | 38 Yard Field Goal              |
| 3. Quarter     |                  |                  |                                 |                                 |                                 |                                 |
| 21             | 26               | Dresden Monarchs | 8 Yard TD-Lauf (PAT gut)        | 8 Yard TD-Lauf (PAT gut)        | 8 Yard TD-Lauf (PAT gut)        | 8 Yard TD-Lauf (PAT gut)        |
| 4. Quarter     |                  |                  |                                 |                                 |                                 |                                 |
| 28             | 26               | New Yorker Lions | 33 Yard TD-Pass (PAT gut)       | 33 Yard TD-Pass (PAT gut)       | 33 Yard TD-Pass (PAT gut)       | 33 Yard TD-Pass (PAT gut)       |
| 28             | 34               | Dresden Monarchs | 10 Yard TD-Lauf (T-P Conv. gut) | 10 Yard TD-Lauf (T-P Conv. gut) | 10 Yard TD-Lauf (T-P Conv. gut) | 10 Yard TD-Lauf (T-P Conv. gut) |
| 35             | 34               | New Yorker Lions | 4 Yard TD-Lauf (PAT gut)        | 4 Yard TD-Lauf (PAT gut)        | 4 Yard TD-Lauf (PAT gut)        | 4 Yard TD-Lauf (PAT gut)        |

## Endstand
New Yorker Lions – Dresden Monarchs 35:34